# 荷屬黃金海岸

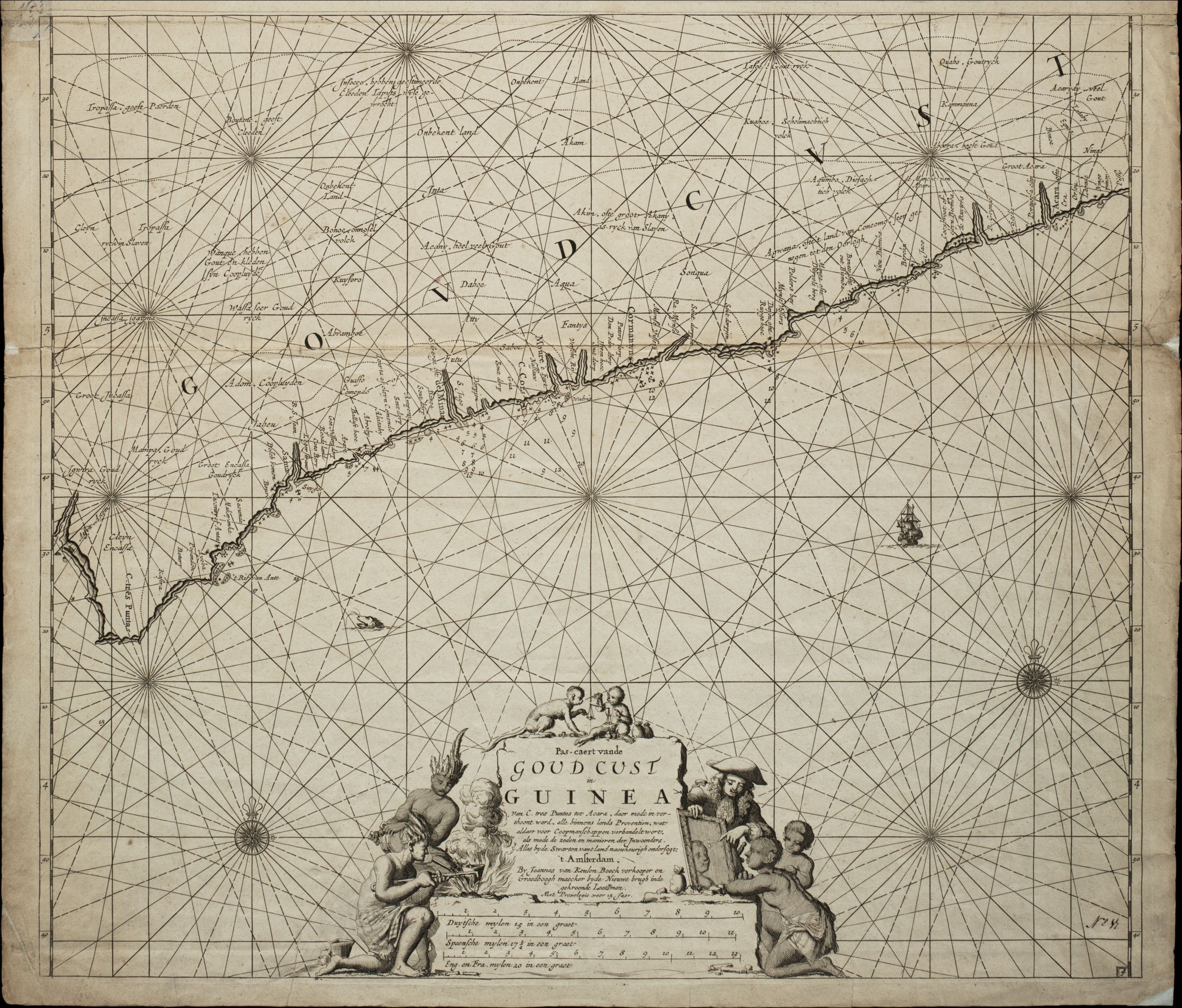
1675年左右的荷蘭黃金海岸

荷属黄金海岸又稱荷属几内亚，是1612年至1872年荷蘭位於現今加纳的殖民地，1598年左右，荷蘭人就來到當地開展贸易，1612年开始在當地建立殖民地。1872年4月6日，荷蘭將該殖民地割让给英国。 